# Окапінський Ярослав Валентинович
Ярослав Валентинович Окапінський (нар. 6 липня 1999) — український легкоатлет. Учасник чемпіонату світу 2019 року.

## Спортивна кар'єра

### Чемпіонат світу 2019
На Чемпіонат світу з легкої атлетики, що відбувався 2019 року з 7 по 15 листопада у Дубаї (Об'єднані Арабські Емірати) змагався у трьох дисциплінах: біг на 100, 200 та 400 метрів.
Змагання з бігу на 400 метрів категорії T37 проходили 9 листопада. Вранці у півфінальному забігу Ярослав посів 3 місце з результатом 53,49 с, що стало його особистим рекордом і дозволило потрапити до фіналу. У фіналі посів 6 місце з результатом 53,53 с. 11 листопада відбудилсь змагання з бігу на 100 метрів у категорії T37. Окапінський біг у другому півфіналі та завершив з реузьтатом 12,21 с, що стало його особистим рекродом, але не дозволило пройти далі. А 12 листопада брав участь з півфінальному забігу на 200 метрів. Посів 5 сходинку з резудьтатом 23.98 та завершив виступ.